# Delpher
Delpher ist eine digitale Bibliothek mit im Volltext digitalisierten historischen niederländischen Zeitungen, Büchern, Zeitschriften und Radiosendungen aus Bibliotheken, Museen und anderen Kultureinrichtungen. Delpher wurde von der Königlichen Bibliothek der Niederlande entwickelt und wird von ihr verwaltet.
Delpher ist frei zugänglich und stellt circa 17 Millionen Zeitungsseiten, 164.000 Bücher und beinahe eine halbe Million Zeitschriftenseiten zur freien Verfügung. Das Angebot wächst stetig.
Die Webseite ist eine wertvolle Quelle historischer Texte auf Niederländisch. Informationen zur Nutzung der Datenbank befinden sich hier:

## Sammlungen
- Zeitungen: circa 17 Millionen Zeitungsseiten aus den Niederlanden, den Niederländischen Antillen und Surinam aus der Zeit zwischen 1618 und 2005. Das ist ungefähr 15 Prozent dessen, was in jenem Zeitraum veröffentlicht wurde.[2]
- Bücher: 164.000 Bücher ab dem 17. Jahrhundert
- Zeitschriften: 80 Zeitschriftentitel mit 432.961 Artikeln aus der Zeit von 1800 bis 2000[2]
- Radiosendungen: 1.474.359 Sendemanuskripte von ANP-Radiosendungen (sogenannte Typoskripte) von 1937 bis 1984[2]